# Chor Virap
Chor Virap (arménsky: Խոր Վիրապ, "hluboká kobka") je arménský klášter v bezprostřední blízkosti turecké hranice, 8 km od města Artašat a přibližně 30 km jižně od hlavního města Jerevan. Klášter se nachází v areálu naleziště starověkého města Artašat.

## Význam
Chor Virap je známý především tím, že zde byl vězněn Řehoř Osvětitel. Řehoř zde byl na rozkaz arménského krále Trdata III. uvězněn v kobce po dobu 13 let. Po udělení milosti se stal královou pravou rukou v náboženských otázkách, oba se následně zasloužili o to, že se v roce 301 Arménie stala první zemí na světě, která přijala křesťanství za své státní náboženství. Přežití Řehoře v hluboké kobce s hady a štíry po dobu 13 let a následné uzdravení krále bylo ve své době bráno jako zázrak, který usnadnil přijetí křesťanství. Dalším možným vysvětlením je ale také to, že se jednalo o strategický politický krok směrem k posílení arménské jednoty proti hegemonii pohanských Římanů na straně jedné a Peršanů, vyznávajících Zoroastrismus, na straně druhé.
Chor Virap je jedním z nejvýznamnějších míst v Arménii: jak pro poutníky, tak pro turisty. Důležitou roli hraje také blízkost impozantního Araratu, arménské národní hory, dnes ležící na území Turecka.

## Historie
Král Artaš I. založil starověké město Artašat v letech 189–188 př. n. l. (současné město Artašat je vzdáleno 8 km). Starověký Artašat ležel v bezprostřední blízkosti areálu, kde se nachází současný klášter. Na výstavbě města se údajně podílel také Hannibal, vůdce Kartaginců, který byl nepřítelem Římanů. Velký důraz byl kladen na obranu, Tacitus a Strabón mluví o hradbách v délce 10 km, archeologický výzkum jich dosud odkryl 5 km. Město bylo centrem obchodu a součástí města byl také vodovodní a kanalizační systém. Nalézaly se zde také lázně, s tím vším byli arménští stavitelé dobře obeznámeni, protože se jednalo o běžnou vymoženost tehdejšího antického světa. Ve 2. a v 1. století př. n. l. mělo město okolo 150 tisíc obyvatel, čímž se stalo jedním z největších měst tehdejšího helénistického světa. Artašat zůstal hlavním městem dynastie až do vlády krále Chosrova III. (330–339), kdy se novým hlavním městem stal Dvin. I nadále však zůstalo symbolem moci a nezávislosti. Město Artašat bylo zničeno perským králem Šapúrem II.
Archeologický výzkum starověkého Artašatu probíhal v letech 1970–1986 a zahrnoval okolních 13 pahorků a také území směrem k řece Araks, která vytváří hranici s Tureckem.

## Architektura
Chor Virap sloužil jako vězení až do výstavby kaple nad kobkou na počest Řehoře Osvětitele (5. století), ta byla postavena z bílého vápence. V následujících staletích byl areál rozšiřován a přestavován. Kolem centrálně umístěného kostela se nachází další objekty kláštera, které vytváří celkový dojem pevnosti.
Ústřední stavbou komplexu Chor Virap je kostel Astvatsatsin, jehož původní podoba byla zničena v průběhu invaze Tamerlána a který byl obnoven v 17. století. Byl poničen zemětřesením v letech 1939, 1949 a 1957 a naposledy opraven v roce 2001 (výročí 1700 let od přijetí křesťanství).
Řehořova kobka leží jihovýchodně od hlavního kostela, pod kaplí, která je malou bazilikou s polokruhovou apsidou. Kobka je otevřená návštěvníkům, v letním období je v ní ale vysoká teplota a vlhkost.

## Galerie

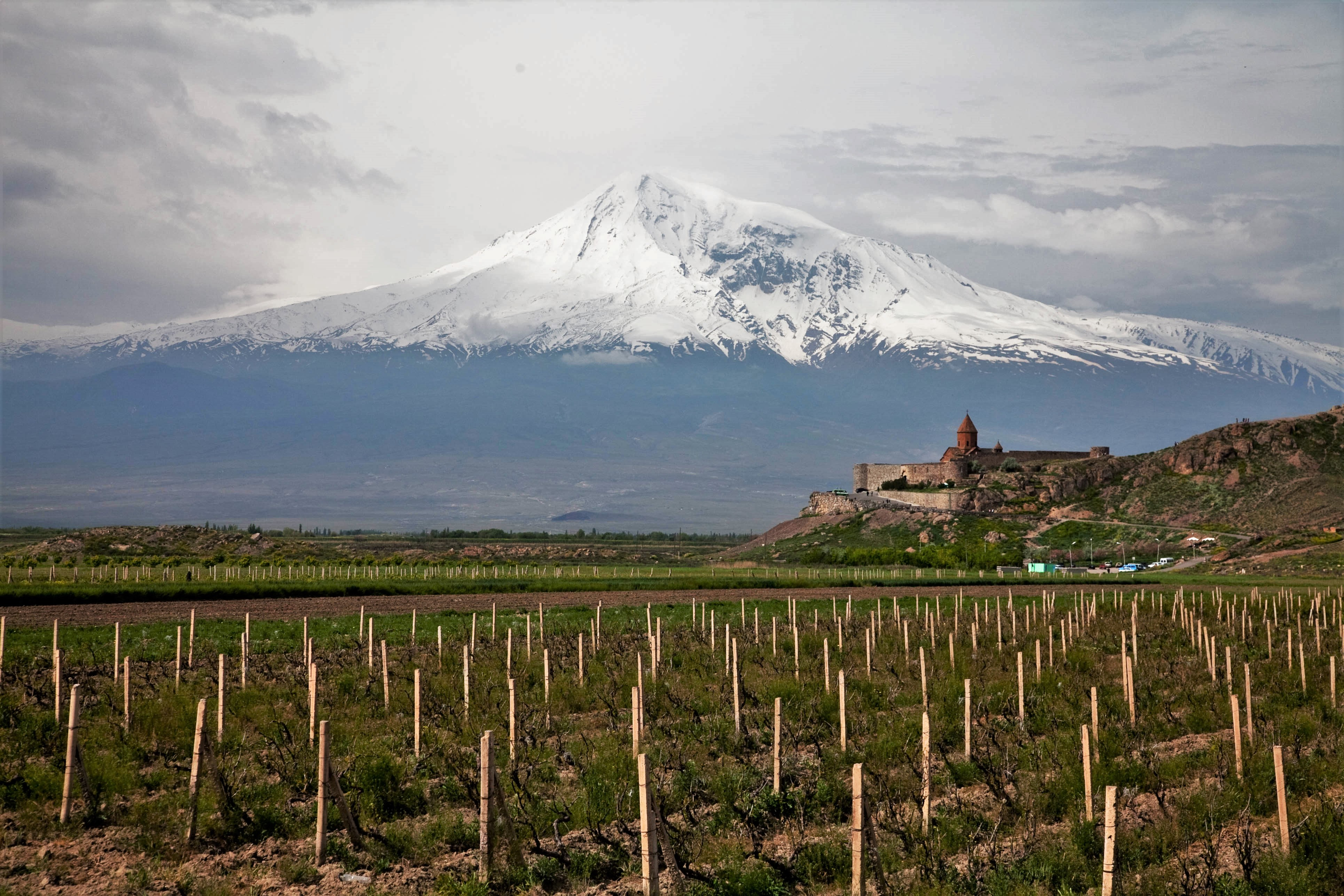
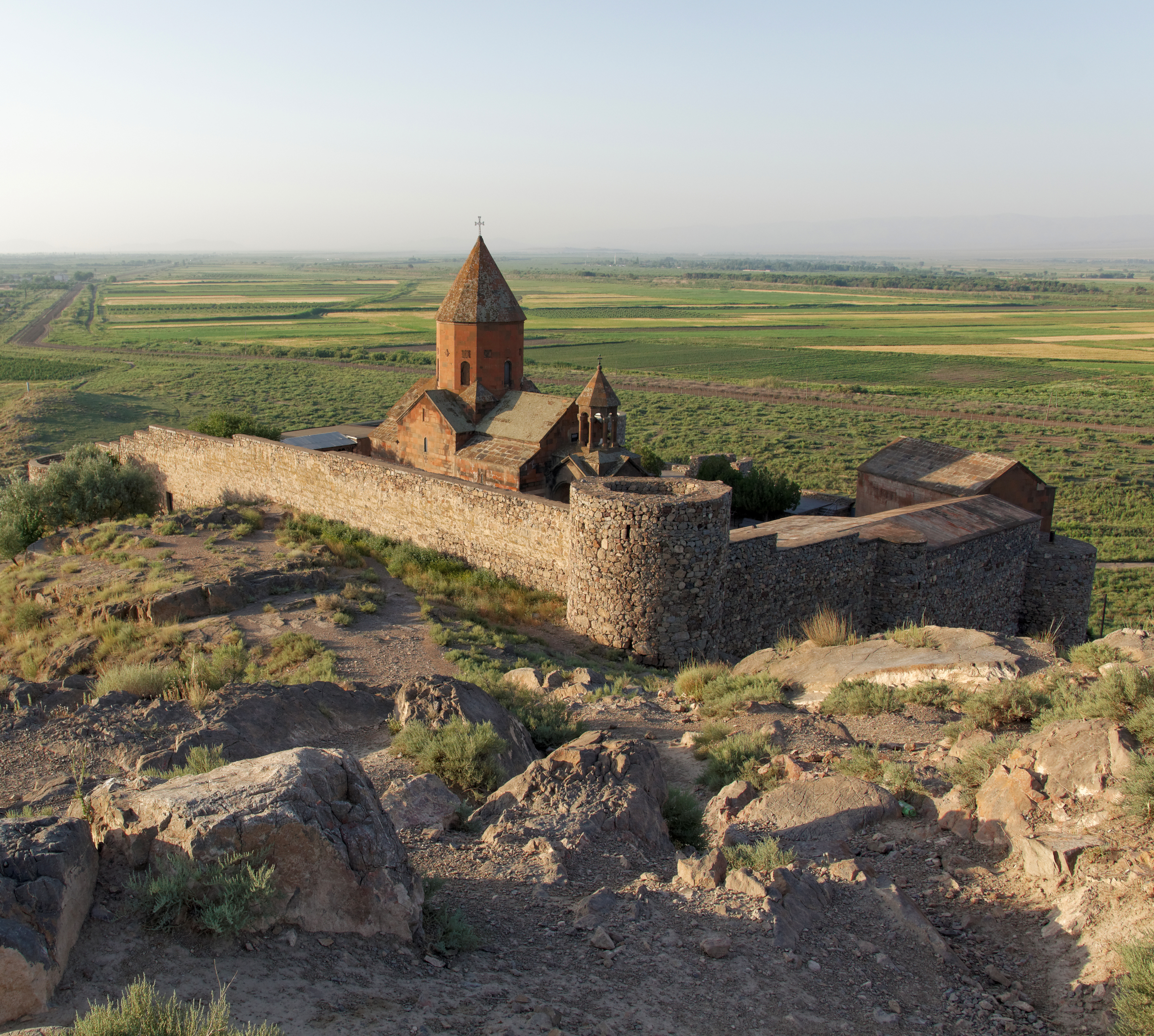
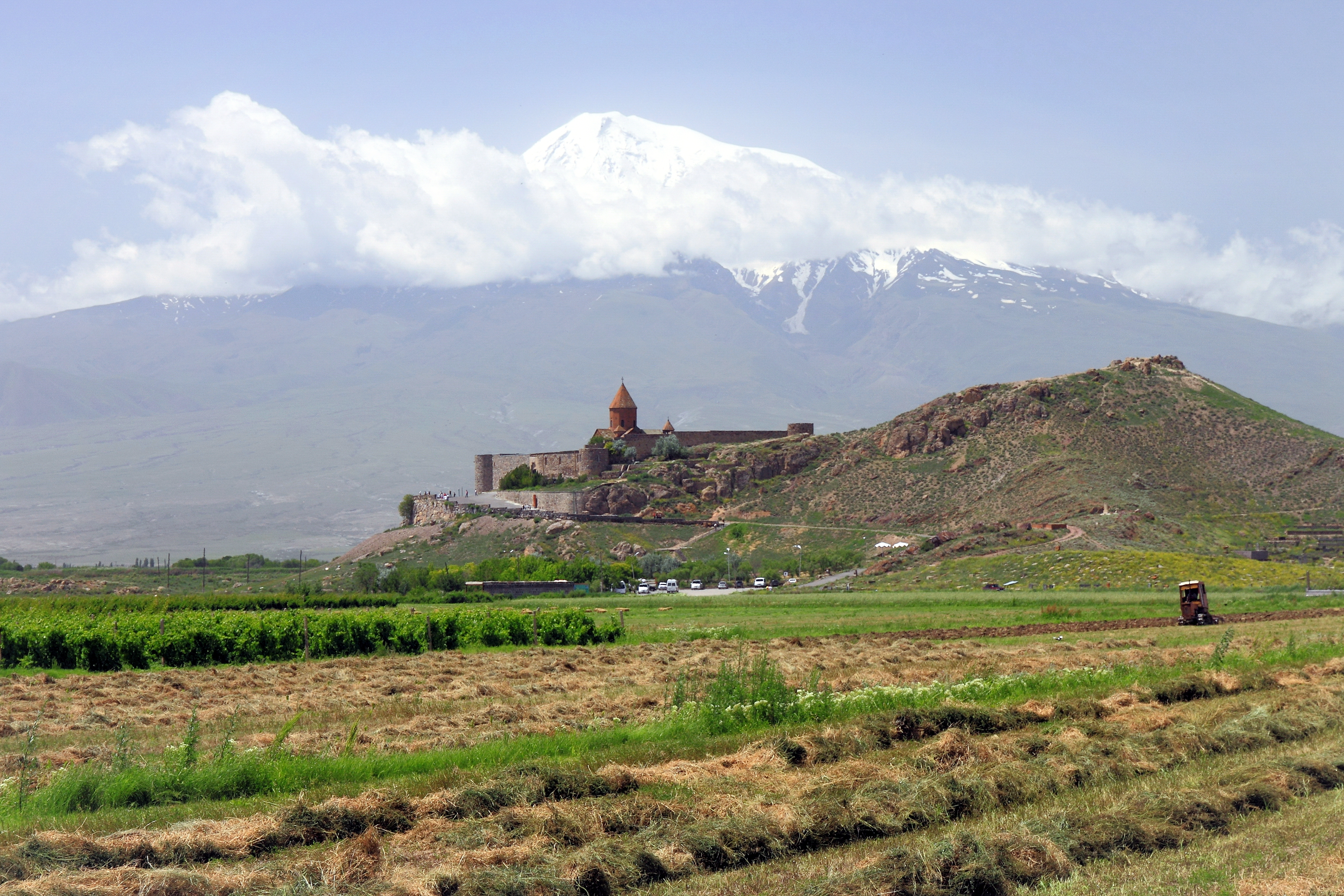
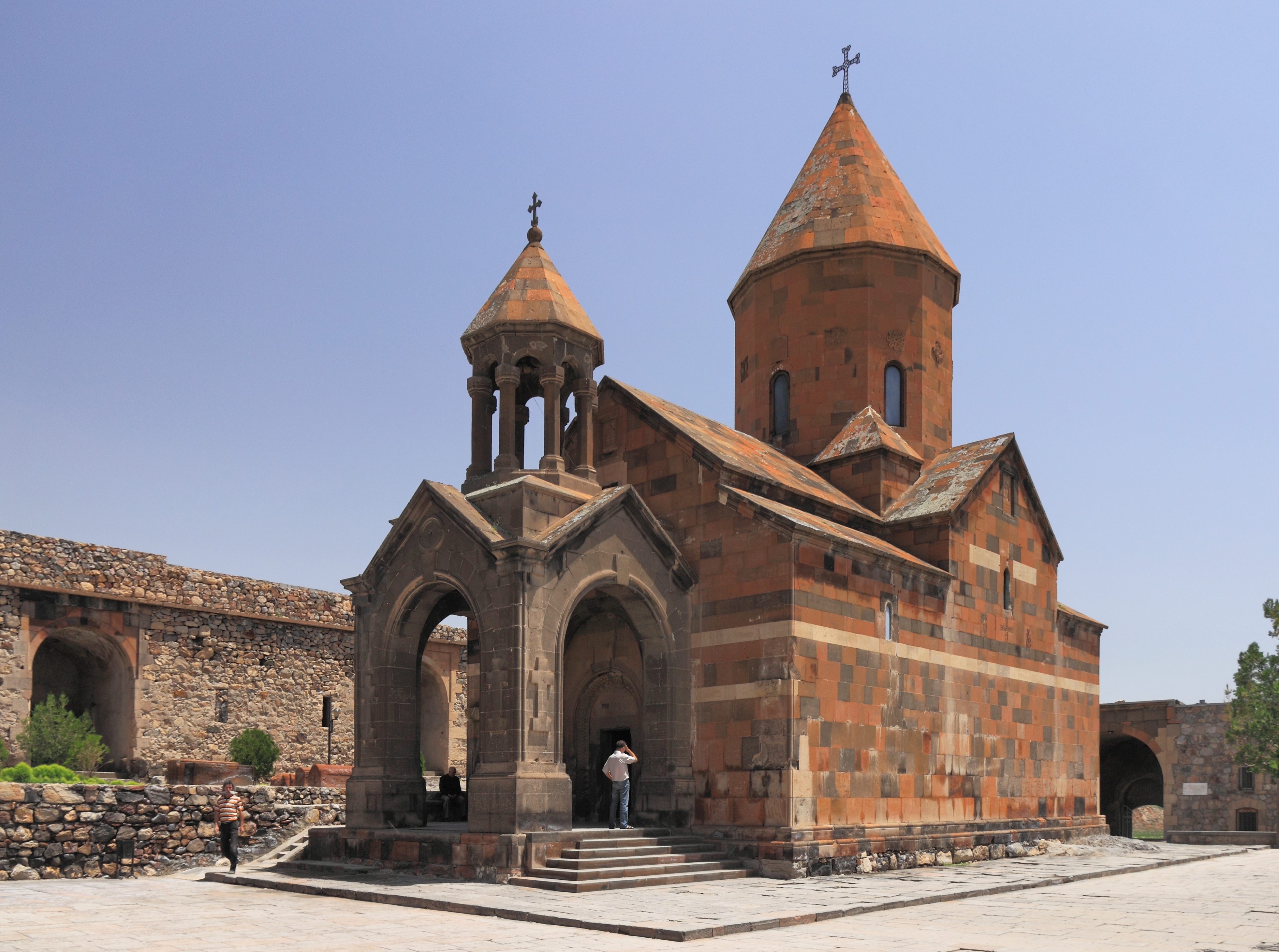
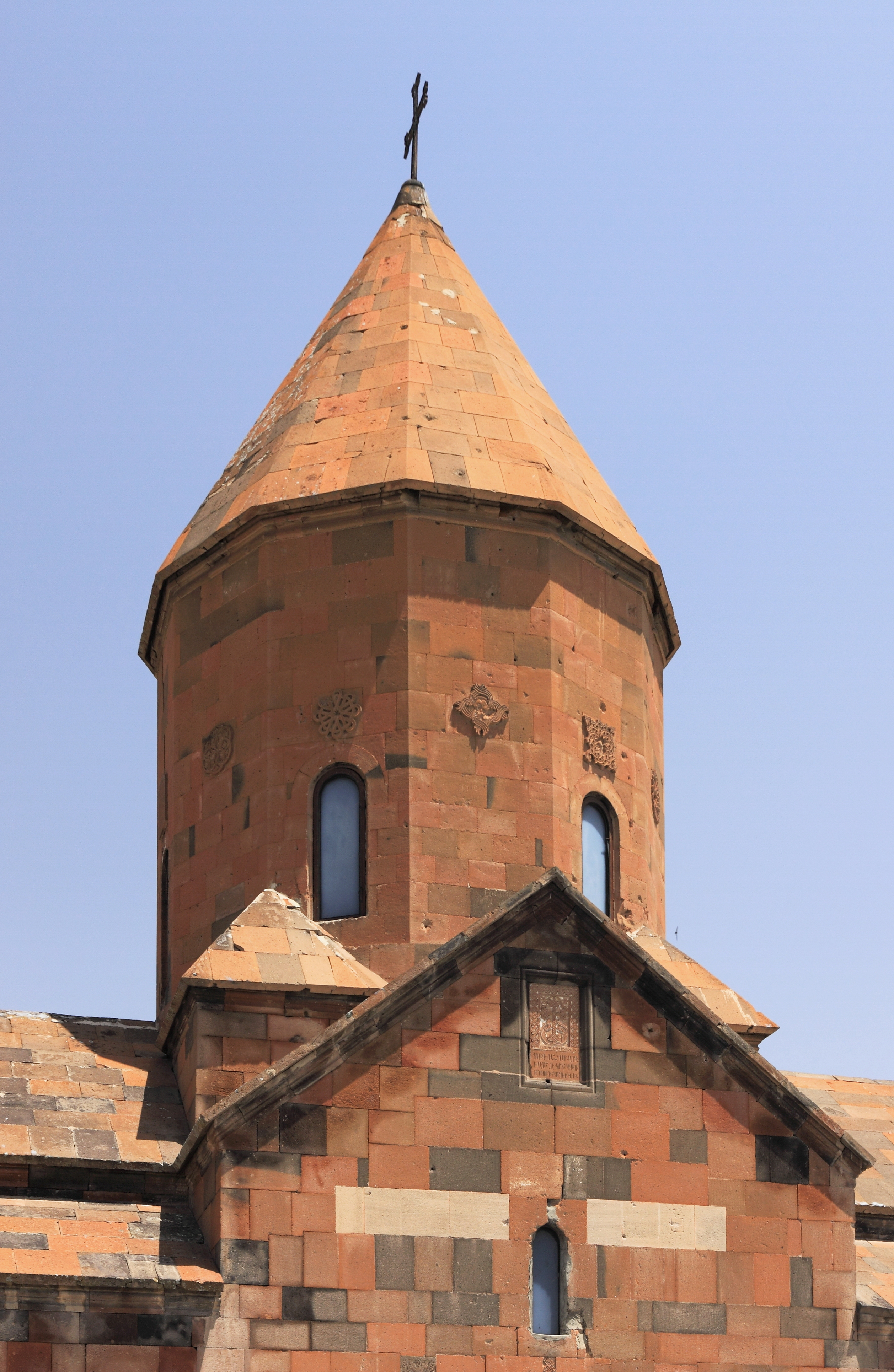
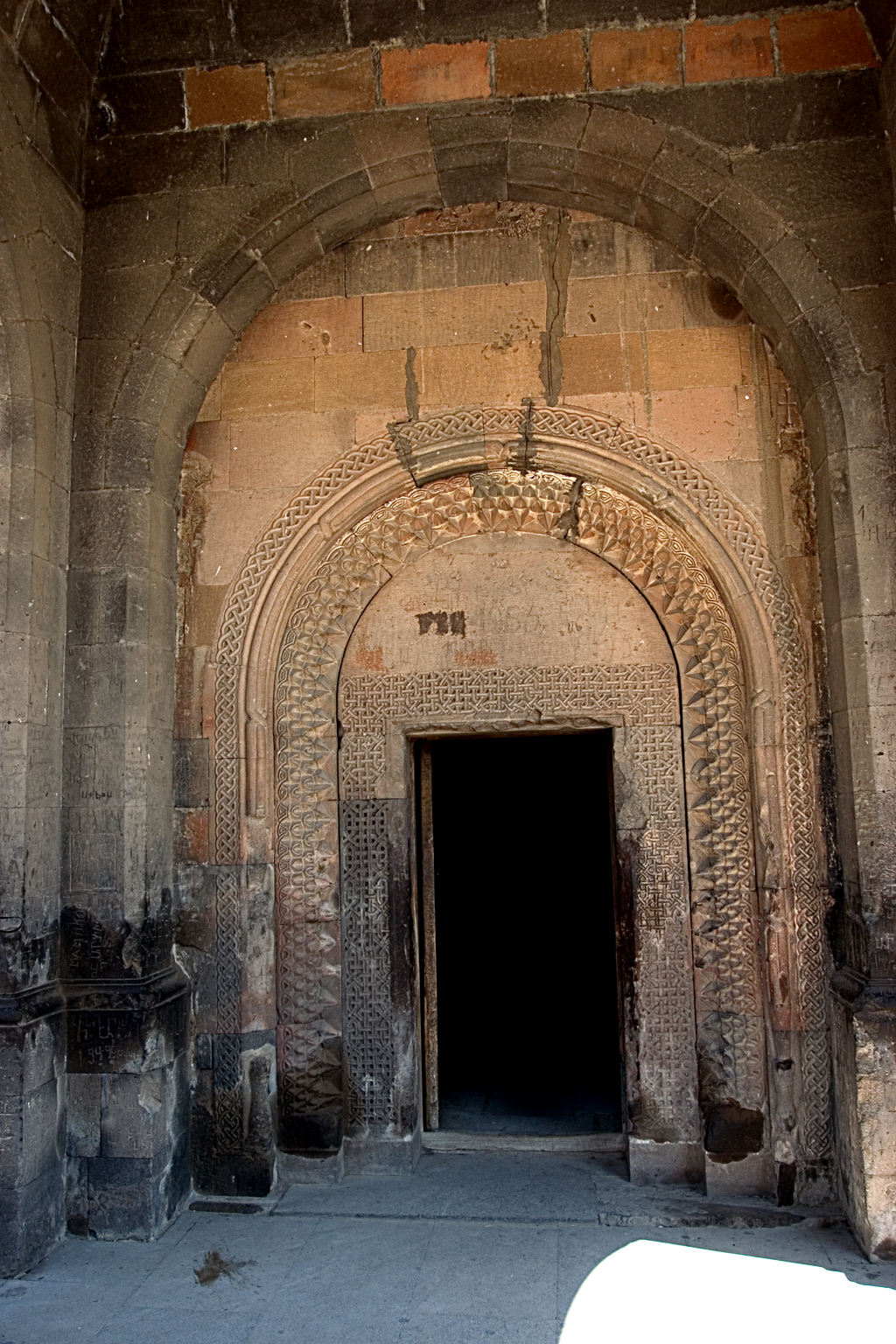
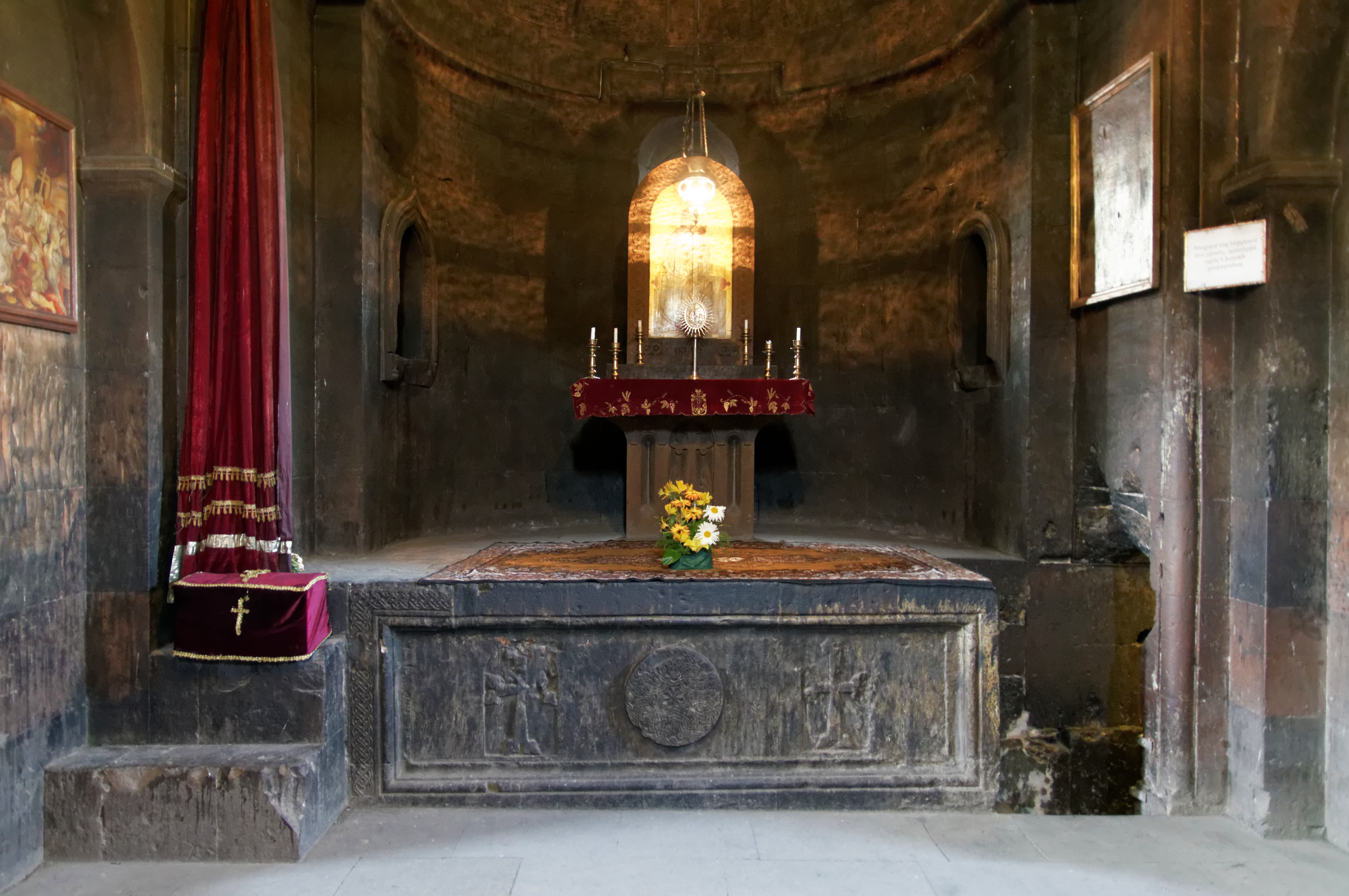
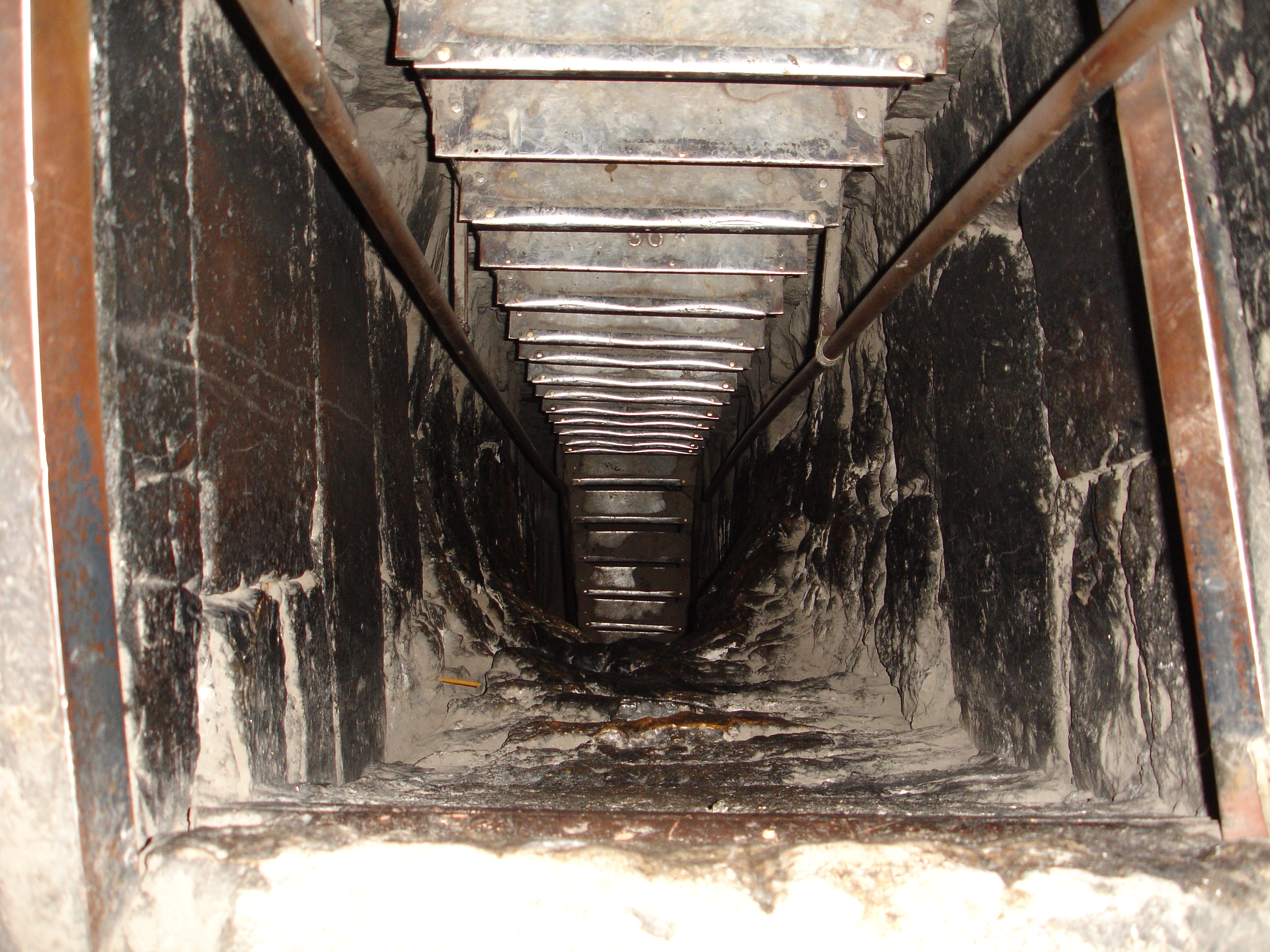